# 용기폭발 뱅브레이번
용기폭발 뱅브레이번(勇気爆発バーンブレイバーン, Brave Bang Bravern!)은 사이게임즈가 제작하고 CygamesPictures가 애니메이션을 제작했으며 오바리 마사미가 감독하고 기계 디자인은 MORUGA와 미즈키가 맡은 일본의 오리지널 메카 (용어) 애니메이션 TV 시리즈이다. 사쿠라 시리즈 구성은 코야나기 게이고, 캐릭터 디자인은 카모카멘의 오리지널 캐릭터 디자인을 바탕으로 모토무라 코이치가 맡았다.
2024년 1월 TBS 및 계열사를 통해 첫 방송됐다.

## 스토리
루이스 스미스와 이사미 아오가 하와이 오아후에서 AD-RIMPAC 소속의 미일 합동 군사 훈련 중 신비한 적이 섬을 침공했을 때 서로 만난다. 모든 희망이 사라진 것 같을 때, 브레이번이라는 신비로운 말하는 로봇이 나타나 이사미에게 자신을 전투에 투입해 달라고 요청한다.